# Tom Wolf (Schriftsteller)

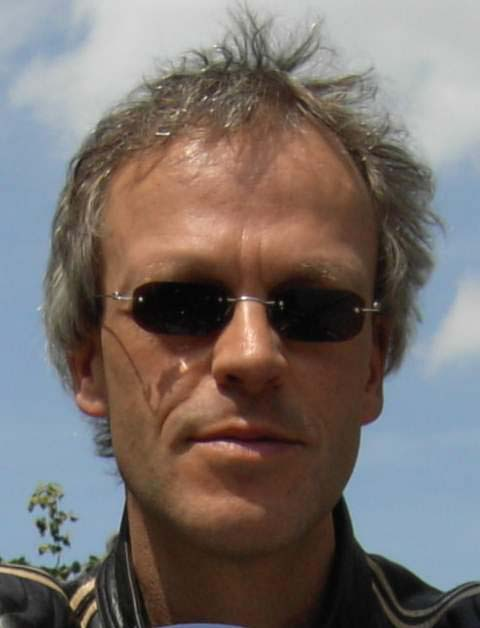
Tom Wolf (2007)

Tom Wolf (* 22. März 1964 in Bad Homburg vor der Höhe) ist ein deutscher Literaturwissenschaftler und Schriftsteller.

## Leben
Tom Wolf wurde in Bad Homburg vor der Höhe geboren. Das 1983 an der Johannes Gutenberg-Universität Mainz begonnene Studium der Physik und Mathematik brach Wolf nach einem Semester ab. Er nahm stattdessen 1984 an der Otto-Friedrich-Universität Bamberg das Studium der Literaturwissenschaft und Philosophie auf, wechselte im gleichen Jahr an die Philipps-Universität Marburg, 1985 an die Eberhard Karls Universität Tübingen, wo er 1993 eine Magisterarbeit über das Naturverständnis Alfred Döblins schrieb, sowie 1996 eine Doktorarbeit über die Goethekritik zu Lebzeiten Goethes.
Zwischen 1988 und 1990 gab Wolf zusammen mit Ralf Jeutter die deutsch-englische Literaturzeitschrift „proposition“ heraus. Von 2000 bis 2001 war er Lektor bei Vincent Klink in Stuttgart. In dieser Zeit redigierte er die literarisch-kulinarische Vierteljahresschrift „Häuptling Eigener Herd“.
1996–1999 betrieb er intensive Mörike-Studien, deren Ergebnisse 2001 in Buchform erschienen. 2000 zog er nach Berlin und begann, Kriminalromane zu verfassen. Nebenbei schrieb er als freier Journalist für Tageszeitungen, vor allem für die taz und die Frankfurter Rundschau.
2011 zog Wolf nach Putlitz in der Prignitz, wo er das Haus „14 Hasen“ erwarb.

## Preußenkrimi
Wolf wurde bekannt durch die so genannten „Preußenkrimis“, die auch als Bearbeitungen für Rundfunk (RBB, Deutschlandradio Kultur) und Theater (Opernpalais, Berlin) Beachtung fanden.
Honoré Langustier, ein Koch aus dem Elsass, wird von Friedrich II. 1740 nach Berlin eingeladen und dient dem König bis zu dessen Tod 1786 als Zweiter Hofküchenmeister. Nebenbei klärt er Morde auf.
Erfindung mischt sich in den Langustier-Krimis mit historischen Fakten. Der Autor trennt im Anhang Gesichertes von Erfundenem. Außerdem versammelt Wolf in den „Historischen Stichworten“ stets Wissenswertes und Kurioses über das jeweilige Jahr, in dem die fiktive Handlung angesiedelt ist.
In den Erzählungen von Langustiers fiktiven Abenteuern finden sich etliche Hinweise auf die Haute Cuisine des 18. Jahrhunderts, wie sie auch am preußischen Hof geschätzt wurde. Die Preußenkrimis erscheinen im Berliner be.bra-Verlag. Parallel dazu erschien 2009 im selben Verlag das Kochbuch „Preußen-Krimi-Kochbuch - Kochen wie Langustier“ von Ronny Pietzner und Harry Balkow-Gölitzer.

## Hansekrimi
Mit seinem Buch Die Bestie im Turm legte Wolf einen „Hansekrimi“ vor, der den Streit der Hansestadt Goslar mit dem Herzog von Braunschweig-Wolfenbüttel um den Rammelsberg 1527 behandelt. Wolfs zweiter „Hansekrimi“ Der Bierkrieg thematisiert Familienprobleme und wirtschaftliche Konkurrenz unter Salzwedeler Brauern vor dem Hintergrund des Bierzieseaufstands 1488 in den altmärkischen Städten und seiner Niederschlagung durch Kurfürst Johann von Brandenburg. Der dritte Wolf’sche „Hansekrimi“, Feuersetzen, spielt wiederum in Goslar und behandelt das Ende des Streites um den Rammelsberg.

## Auszeichnungen
- 1995: 1. Preis beim interdisziplinären Literaturwettbewerb des Verbandes Deutscher Ingenieure (VDI)
- 2001: Hermann-Lenz-Stipendium
- 2005: erhielt Wolf den Berliner Krimi-Preis „Reinickendorfer Krimi-Fuchs“
- 2006: war Wolf der 23. Stadtschreiber zu Rheinsberg.

## Werke
Wissenschaftliche Werke
- Einmal lebt' ich wie Götter!!!... Nachforschungen zu Arno Schmidts „Gelehrtenrepublik“. Bangert & Metzler, Frankfurt am Main 1987, ISBN 3-924147-15-9.
- Die Dimension der Natur im Frühwerk Alfred Döblins. Roderer, Regensburg 1993, ISBN 3-89073-645-9.
- Pustkuchen und Goethe. Die Streitschrift als produktives Verwirrspiel. (Untersuchungen zur deutschen Literaturgeschichte; 101). Niemeyer, Tübingen 1999, ISBN 3-484-32101-6 (zugl. Dissertation, Universität Tübingen 1996).
- Brüder, Geister und Fossilien. Eduard Mörikes Erfahrungen der Umwelt (Untersuchungen zur deutschen Literaturgeschichte; 108). Niemeyer, Tübingen 2001, ISBN 3-484-32108-3.

Reiseliteratur
- mit Rike Wolf: 111 Orte in Brandenburg, die man gesehen haben muss. Emons, Köln 2013, ISBN 978-3-95451-235-5.
- mit Rike Wolf: 111 Orte in Frankfurt, die man gesehen haben muss. Emons, Köln 2014, ISBN 978-3-95451-342-0.
- 111 Orte in Potsdam, die man gesehen haben muss. Emons, Köln 2014, ISBN 978-3-95451-419-9
- Weinland Brandenburg. be.bra verlag, Berlin 2016, ISBN 978-3-86124-695-4

Belletristik
- Preußenkrimi
  - Königsblau. Mord nach jeder Fasson. be.bra verlag, Berlin 2001, ISBN 3-89809-009-4 (Jahr 1740).
  - Purpurrot. Tödliche Passion. be.bra verlag, Berlin 2002, ISBN 3-89809-013-2.
  - Rabenschwarz. Zepter und Mordio. be.bra verlag, Berlin 2002, ISBN 3-89809-018-3 (Jahr 1766).
  - Schwefelgelb. Mörderische Kälte. be.bra verlag, Berlin 2003, ISBN 3-89809-019-1.
  - Smaragdgrün. Teuflische Pläne. be.bra verlag, Berlin 2004, ISBN 3-89809-026-4.
  - Silbergrau. Blutige Spiele. be.bra verlag, Berlin 2004, ISBN 3-89809-028-0.
  - Goldblond. Verheerende Torheit. be.bra verlag, Berlin 2005, ISBN 3-89809-501-0 (Jahr 1788).
  - Muskatbraun. Zerstreute Gesellschaft. be.bra verlag, Berlin 2006, ISBN 3-89809-504-5.
  - Kreideweiß. Letzte Schreie. be.bra verlag, Berlin 2008, ISBN 978-3-89809-512-9.
  - Kristallklar. Mord à la carte. be.bra verlag, Berlin 2009, ISBN 978-3-89809-514-3.
  - Der Rote Salon. Gerardine de Lalande ermittelt. be.bra verlag, Berlin 2010, ISBN 978-3-89809-517-4.
  - Die letzte Bastion. Gerardine de Lalande ermittelt. be.bra verlag, Berlin 2011, ISBN 978-3-89809-519-8.
  - Glutorange. Zehrende Flammen. be.bra verlag, Berlin 2011, ISBN 978-3-89809-523-5.
  - Das spanische Medaillon. Ein Gerardine-de-Lalande-Krimi. be.bra verlag, Berlin 2012, ISBN 978-3-89809-525-9.
  - Rosé Pompadour. Mord in Versailles. be.bra verlag, Berlin 2013, ISBN 978-3-89809-531-0.
  - Nachtviolett. Viel Mord um nichts. be.bra verlag, Berlin 2015, ISBN 978-3-89809-516-7.
- Hansekrimi
  - Die Bestie im Turm. Verlag Die Hanse (EVA), Hamburg 2007, ISBN 978-3-434-52826-5.
  - Der Bierkrieg. Verlag Die Hanse (EVA), Hamburg 2008, ISBN 978-3-434-52827-2.
  - Feuersetzen. Verlag Die Hanse (EVA), Hamburg 2009, ISBN 978-3-434-52829-6.
- Gegenwartskriminalliteratur
  - Märkisches Blut. Emons, Köln 2014, ISBN 978-3-95451-454-0.
  - Roter September. be.bra verlag, Berlin 2016, ISBN 978-3-89809-542-6.
- Andere
  - Streusel. Die reale Biografie eines imaginären Selbst. Genista-Verlag, Tübingen 1994, ISBN 3-930171-03-1.
  - Das letzte Wort. Holzfreie Erinnerungen und Texte mit Nachlaß. Genista-Verlag, Tübingen 1994, ISBN 3-930171-02-3.
  - Der Gralsritter und die Fledermaus. Fabulierstücke und Konglomerate nach alten Vorbildern. Mit Zeichnungen von Cora Fischer. Genista-Verlag, Tübingen 1994, ISBN 3-930171-01-5.